# Adolf Güntherschulze
Günther Adolf Eugen August Güntherschulze, früher Günther-Schulze, zitiert A. Güntherschulze, (* 26. Juli 1878 in Hannover; † 30. März 1967 in München) war ein deutscher Experimentalphysiker, Professor an der TH Dresden.
Güntherschulze war der Sohn eines Architekten, machte 1897 sein Abitur in Hannover und studierte nach einem Praktikum bei der Telegraphenbaufirma H. Pfaff in Hannover ab 1897 an der Technischen Hochschule Hannover Physik. Ab 1901 war er an der Physikalisch-Technischen Reichsanstalt (PTR) in Berlin, zunächst als wissenschaftlicher Hilfsarbeiter, ab 1903 als Assistent und ab 1907 als ständiger Mitarbeiter. 1902 wurde er in Hannover promoviert. Nach Wehrdienst 1914 wurde er 1915 Professor an der TH Charlottenburg und Mitglied der PTR. Ab 1928 war er Laborvorsteher und 1929 Direktor der Osram-Gesellschaft in Berlin. 1930 wurde er ordentlicher Professor und Direktor des Instituts für Allgemeine Elektrotechnik an der TH Dresden, was er bis 1945 blieb. Im November 1933 unterzeichnete er das Bekenntnis der deutschen Professoren zu Adolf Hitler. 1948 bis 1956 war er Professor für Allgemeine Elektrotechnik an der TH München.
Er befasste sich insbesondere mit Gasentladung, Gleichrichtung, Dielektrika. Er verfasste einige Artikel im Handbuch der Physik von Geiger/Scheel.

## Schriften
- Galvanische Elemente und Schwachstromakkumulatoren, 1921
- Über die dielektrische Festigkeit, Kösel und Pustet 1924
- mit Werner Germershausen: Übersicht über den heutigen Stand der Gleichrichter, 2. Auflage, Leipzig 1925
- Galvanische Elemente, Halle/Saale: Knapp 1928
- Elektrische Gleichrichter und Ventile, Springer Verlag 1924, 2. Auflage 1929
- mit Hans Betz: Elektrolytkondensatoren, 2. Auflage, Berlin: Cram 1952 (erste Auflage 1937 ohne Betz)

## Quelle
- Dorit Petschel: 175 Jahre TU Dresden. Band 3: Die Professoren der TU Dresden 1828–2003. Hrsg. im Auftrag der Gesellschaft von Freunden und Förderern der TU Dresden e. V. von Reiner Pommerin, Böhlau, Köln u. a. 2003, ISBN 3-412-02503-8.
- Rudolf Vierhaus (Hrsg.): Deutsche Biographie Enzyklopädie, Saur Verlag

| Personendaten    | Personendaten          |
| ---------------- | ---------------------- |
| NAME             | Güntherschulze, Adolf  |
| ALTERNATIVNAMEN  | Günther-Schulze, Adolf |
| KURZBESCHREIBUNG | deutscher Physiker     |
| GEBURTSDATUM     | 26. Juli 1878          |
| GEBURTSORT       | Hannover               |
| STERBEDATUM      | 30. März 1967          |
| STERBEORT        | München                |